# Fiat-Vignale 125 Samantha
Fiat-Vignale 125 Samantha – samochód osobowy budowany przez włoskie przedsiębiorstwo produkujące nadwozia Vignale na bazie Fiata 125 w latach 1967–1971.

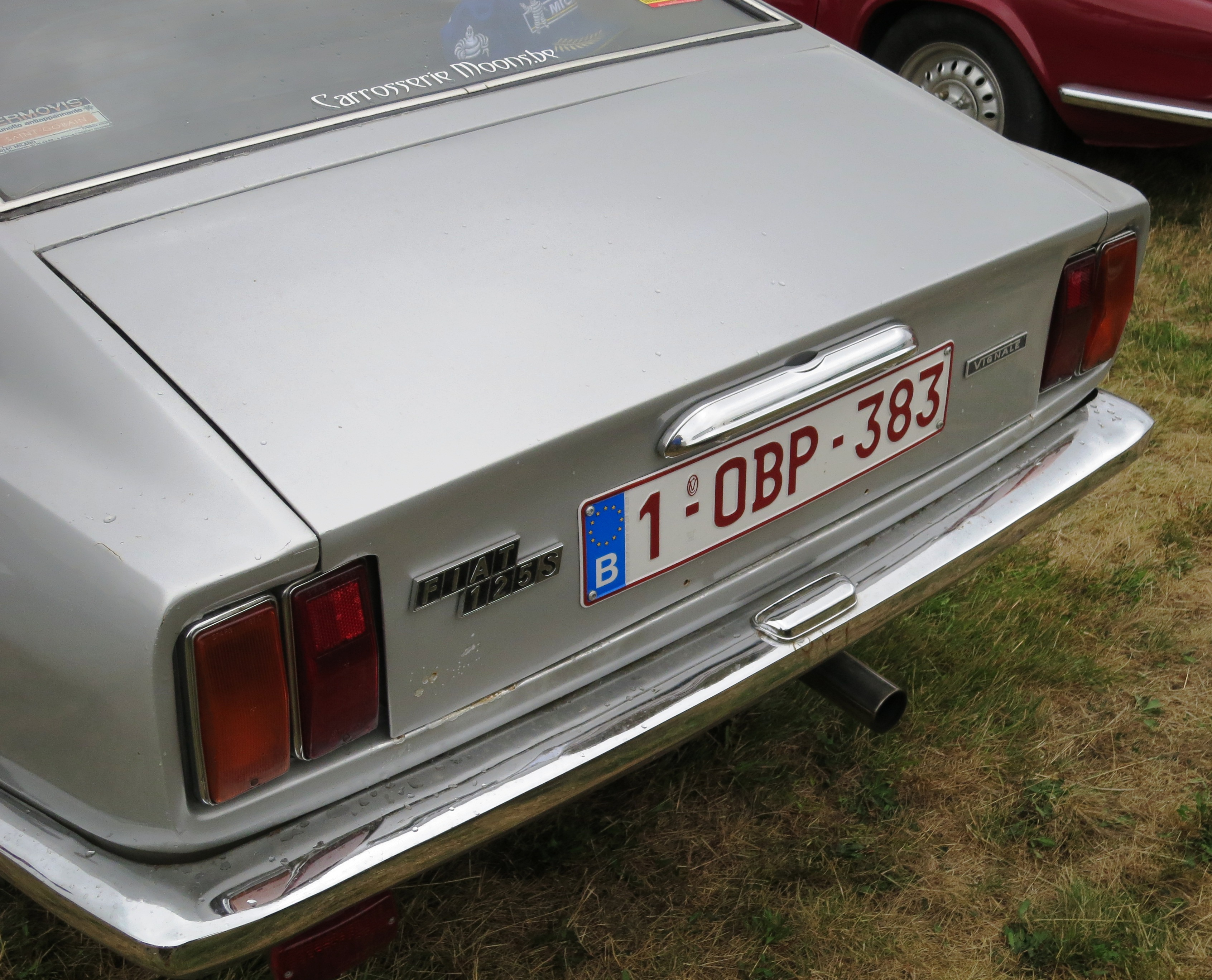
Tył pojazdu

## Historia i opis modelu
Samochód został po raz pierwszy zaprezentowany na salonie samochodowym w Turynie we wrześniu 1967 roku. W odróżnieniu od Fiata 125, Samantha nie była przeznaczona dla masowego odbiorcy. Samochodu nie można było kupić w salonach Fiata.
FIAT dostarczał do Vignale płytę podłogową z wyborem blach podskórnych, elektrykę oraz część galanterii, zaś Vignale produkowała karoserie i składała auto w całość.

### Silniki
Samochód oferowano z dwoma silnikami przejętymi z Fiata 125, przy czym wersja Normale występowała tylko ze skrzynią 4-biegową, a wersja Special tylko ze skrzynią 5-biegową.
| Wersja             | Silnik:                   | Układ zasilania:   | Średnica × skok tłoka: | St. sprężania:     | Moc maksymalna:                     | Maks. moment obrotowy      | 0-100 km/h:        | V-max:             |
| Silniki benzynowe: | Silniki benzynowe:        | Silniki benzynowe: | Silniki benzynowe:     | Silniki benzynowe: | Silniki benzynowe:                  | Silniki benzynowe:         | Silniki benzynowe: | Silniki benzynowe: |
| ------------------ | ------------------------- | ------------------ | ---------------------- | ------------------ | ----------------------------------- | -------------------------- | ------------------ | ------------------ |
| Normale            | R4 1,6 l (1608 cm³), DOHC | gaźnik             | 80,00 mm × 80,00 mm    | 8,8:1              | 90 KM (66 kW) przy 5600 obr./min    | 127 N•m przy 3500 obr./min | 14 s               | 165 km/h           |
| Special            | R4 1,6 l (1608 cm³), DOHC | gaźnik             | 80,00 mm × 80,00 mm    | 8,8:1              | 100 KM (73,6 kW) przy 6200 obr./min | 130 N•m przy 4000 obr./min | b/d                | b/d                |